# 仙南村
仙南村（せんなんむら）は、秋田県の中央部に位置した村。平安時代後期におきた後三年の役の戦場となった。

## 地理
ほぼ平坦な地形で、南部の国道13号沿いには飯詰山、鞍掛山、大森山などの丘陵がある。東部は奥羽山脈に接し、その麓や中腹には縄文遺跡や金沢柵がある。
太平洋戦争前は、江畑宇一郎はじめ50町歩以上の大地主が多い地として知られていた。

### 隣接していた自治体
- 横手市
- 大曲市
- 仙北郡：六郷町

## 歴史
- 1956年9月30日 - 飯詰村、金沢西根村の2村が合併して発足した。
- 1958年4月22日 - 横手市内、旧金沢町の一部が分市合併。
- 1960年
  - 4月1日 - 金沢西根・飯詰・金沢3中学を統合し、仙南中学校発足。
  - 5月9日 - 飯詰駅前大火。
- 1967年12月20日 - 誘致工場三共光学秋田レンズ工場完工式。
- 1971年10月6日 - 国道13号金沢バイパス・六郷バイパス完成。
- 1973年
  - 4月 - 1歳未満の乳児医療費無料化。
  - 7月31日 - 県営金沢ダム起工式。
- 1975年4月9日 - 知的障害者更生施設「後三年更生園」開園。
- 1976年9月10日 - 天神堂地内にカントリーエレベーター完成。
- 1982年9月10日 - 役場新庁舎、保健センター竣工記念式典。
- 1983年12月1日 - 民俗資料収蔵室オープン。
- 1987年9月13日 - 後三年の役900年祭。
- 1992年4月3日 - 複合温泉施設「湯〜とぴあ」オープン。
- 1993年
  - 7月4日 - 「プールパークSENNAN」オープン。
  - 10月16日 - 佐藤章 (パイロット)生誕100年祭。
- 1998年
  - 6月11日 - 藤井勉新作展。
  - 6月27日 - 航空自衛隊北部航空音楽隊コンサート。
  - 7月14日 - 屋外ジャズコンサートを初めて開催。
  - 12月31日 - 仙南村立仙南東小学校「欽ちゃんの仮装大賞」で準優勝。「36番『鳩』団扇を使って雪国のお正月の朝の鳩を表現した。20点」
- 2001年
  - 2月23日 - 行政モニターの委嘱。
  - 2月23日 - ひとり暮らし老人宅一斉除雪ボランティア事業開始。
  - 4月1日 - 出産祝い金制度導入。
  - 6月27日 - ポイント制ボランティア制度の導入。
  - 6月 - 上深井地区で古代竪穴建物跡、墨書土器、人形が出土、「矢矧殿（やはぎでん）遺跡」と命名。
  - 8月10日 - 村内14施設に地域インターネット整備。
  - 12月 - 仙南村行財政改革大綱策定。
- 2002年
  - 5月27日 - 秋田県国体準備委員会でバドミントン競技の仙南村開催が正式に決定。
  - 5月28日 - 村のホームページ開設。
  - 6月6日 - シルバー人材センタースタート。
- 2003年
  - 1月16日 - パソコンによるコミュニティー店舗事業開始。
  - 3月31日 - 仙南東小学校「欽ちゃんの仮装大賞」に出場。「16番 『巌流島の決闘』 15点」
  - 8月5日 - 仙南村総合体育館建築着工。
  - 12月12日 - 道の駅第三セクター「株式会社雁の里せんなん」設立。
- 2004年
  - 1月22日 - 千畑町・六郷町との3町村光ファイバー「地域イントラネット」開通。
  - 4月1日 - 幼稚園、保育園一体的運営開始。
  - 4月15日 - 子育て支援相談室オープン。
  - 10月31日 - 総合体育館でバスケットボールJBL招致大会開催。
  - 11月1日 - 千畑町、六郷町と合併し美郷町（みさとちょう）となった。

## 人口推移
国勢調査より
- 1960年（昭和35年）…11,529人（1,992世帯）
- 1965年（昭和40年）…10,515人（2,024世帯）
- 1970年（昭和45年）… 9,770人（2,035世帯）
- 1975年（昭和50年）… 9,199人（2,010世帯）
- 1980年（昭和55年）… 9,085人（2,007世帯）
- 1985年（昭和60年）… 9,115人（1,993世帯）
- 1990年（平成 2年）… 9,018人（1,979世帯）
- 1995年（平成 7年）… 8,803人（2,003世帯）
- 2000年（平成12年）… 8,381人（2,028世帯）

## 行政

### 村長
- 初代:江畑宇一郎（1956年-1959年）
- 二代:松田誠三（1959年-1969年）
- 三代:久米兵吉（1969年-1986年）
- 四代:中田勤（1986年-1992年）
- 五代:高橋研吾（1992年-1996年）
- 六代:齊藤克巳（1996年-2000年）
- 七代:松田知己（2000年-2004年）…合併後の初代・美郷町長（元・県職員。最終職は県農業試験場主任。村長就任直前は、前村長からの要請を受けて、村の助役を務めた。2期目直後に失職）

## 交通

### 鉄道
東日本旅客鉄道
- 奥羽本線
  - 後三年駅 - 飯詰駅

### 道路
一般国道
- 国道13号（羽州街道）

## 出身有名人物
- 藤井勉（画家）
- 華王錦（力士）
- 清の湖（力士）
- 後三年（男性シンガーソングライターグループ）
- 澁谷和之 (デザイナー)
- 松田知己 (政治家)

## 名所・旧跡・観光スポット・祭事・催事
- 後三年の役
- 金沢柵
- 道の駅雁の里せんなん
- 雁の里山本公園
- 天筆焼き（小正月行事）